# 4-metilimidazol
El 4-metilimidazol es una sustancia de fórmula química: C4H6N2, peso molecular: 82.110 y nombre comercial 4- MEI.

## Historia
El 4-MEI es una sustancia que se puede producir durante la cocción de los alimentos. Además de estar presente en los alimentos, el 4-MEI también se produce de forma sintética y se usa en la fabricación de productos farmacéuticos, hule y otros químicos.
El 4-MEI se genera naturalmente al cocinar, tostar, asar en el horno y asar a la parrilla alimentos de todo tipo. Se encuentra en centenares de alimentos cocinados en el hogar y en otros que se adquieren en las tiendas y que la gente ha consumido por generaciones. No es un aditivo.
Debido a que el 4-MEI se puede formar cuando se hace el colorante caramelo, los alimentos que contienen caramelo como cereal, bebidas, productos horneados, productos para confitería, productos lácteos y condimentos como la salsa de soya podrían contener cantidades detectables del compuesto.
En Europa la presencia de 4-metilimidazol  en el colorante caramelo se ha evaluado y se han establecido especificaciones para limitar su presencia.
Las especificaciones reglamentarias vigentes para ciertos tipos de colorantes de caramelo (en algunos países como EE. UU. la FDA y a nivel de la OMS, el  Codex Alimentarius) permiten que dichos colorantes contengan hasta unos niveles máximos de 4-MEI con base en estudios de seguridad realizados en animales.

## Seguridad

### Hallazgos recientes sobre el 4-MEI

#### Como posible carcinógeno
Recientemente se realizó un estudio longitudinal por dos años, en modelos animales, analizando el efecto cancerígeno del colorante caramelo IV. El caramelo IV se elabora con amonios y sulfitos, el cual al ser sometido a altas temperaturas genera dos subproductos llamados 2-metilimidazol y 4-metilimidazol. El Programa Nacional de Toxicología de Estados Unidos hizo estudios rigurosos de los efectos que tienen estos dos subproductos y encontraron que el 4-metilimidazol es probablemente cancerígeno en altas dosis.
A través de éstos hallazgos, la Oficina de Asesoría de Riesgos Ambientales a la Salud del Estado de California propuso que la cantidad máxima tolerada para un día para un adulto sea de 16 microgramos (ug). (2)No significant risk level (nsrl) for the proposición 65 carcinogen 4-methylimidazole.